# Pachyphanes
Pachyphanes är ett släkte av skalbaggar. Pachyphanes ingår i familjen vivlar.
Kladogram enligt Catalogue of Life:
| Pachyphanes | \| \| Pachyphanes amoenus \| \| \| \| \| \| Pachyphanes carus \| \| \| \| \| \| Pachyphanes centralis \| \| \| \| \| \| Pachyphanes corpulentus \| \| \| \| \| \| Pachyphanes discoideus \| \| \| \| \| \| Pachyphanes lateralis \| \| \| \| \| \| Pachyphanes lineolatus \| \| \| \| \| \| Pachyphanes triangularis \| \| \| \| |
|             | \| \| Pachyphanes amoenus \| \| \| \| \| \| Pachyphanes carus \| \| \| \| \| \| Pachyphanes centralis \| \| \| \| \| \| Pachyphanes corpulentus \| \| \| \| \| \| Pachyphanes discoideus \| \| \| \| \| \| Pachyphanes lateralis \| \| \| \| \| \| Pachyphanes lineolatus \| \| \| \| \| \| Pachyphanes triangularis \| \| \| \| |
|             | Pachyphanes amoenus |
|             | |
|             | Pachyphanes carus |
|             | |
|             | Pachyphanes centralis |
|             | |
|             | Pachyphanes corpulentus |
|             | |
|             | Pachyphanes discoideus |
|             | |
|             | Pachyphanes lateralis |
|             | |
|             | Pachyphanes lineolatus |
|             | |
|             | Pachyphanes triangularis |
|             | |